# Chloroclystis scintillata
Chloroclystis scintillata là một loài bướm đêm trong họ Geometridae.